# Museo de las Rocosas
El Museo de las Rocosas (del inglés: Museum of the Rockies) es un museo situado en Bozeman (Montana) afiliado a la Universidad Estatal de Montana y al Instituto Smithsoniano. 

## Historia
Con la presidencia en la Universidad Estatal de Montana de William Tietz se construyó el edificio del "Plant Growth Center" en 1987 en el Arboreto y Jardines de Montana en el campus de la universidad y el del "Museum of the Rockies" (Museo de las Rocosas), abierto al público en 1989.

## Paleontología
Si bien no es su único objetivo, el museo es conocido principalmente por sus colecciones paleontológicas. Esto no siempre fue así, sin embargo, ya que los especímenes encontrados en Montana generalmente habían sido sacados del estado para llevarlos a otros museos. Esto cambió en 1990 con el descubrimiento de un esqueleto de Tyrannosaurus rex que permanecería en Montana y se expondría en el museo.
Mientras que los fósiles continúan siendo propiedad del gobierno federal, el museo ha sido capaz de aumentar su colección (debido en parte al empeño del conservador Jack Horner, que ha trabajado en estrecha colaboración con la United States Fish and Wildlife Service y el Bureau of Land Management federal). El museo es ahora el hogar de doce especímenes de Tyrannosaurus rex, entre ellos uno de los dos únicos más completos que se han encontrado alguna vez.
Aparte de que alberga una de las colecciones más grandes de los dinosaurios fósiles en el mundo y el más grande de los Estados Unidos, el museo es también el hogar del mayor cráneo del mundo de Tyrannosaurus – en una estrecho margen de victoria con la pieza central del Museo Field de Chicago.

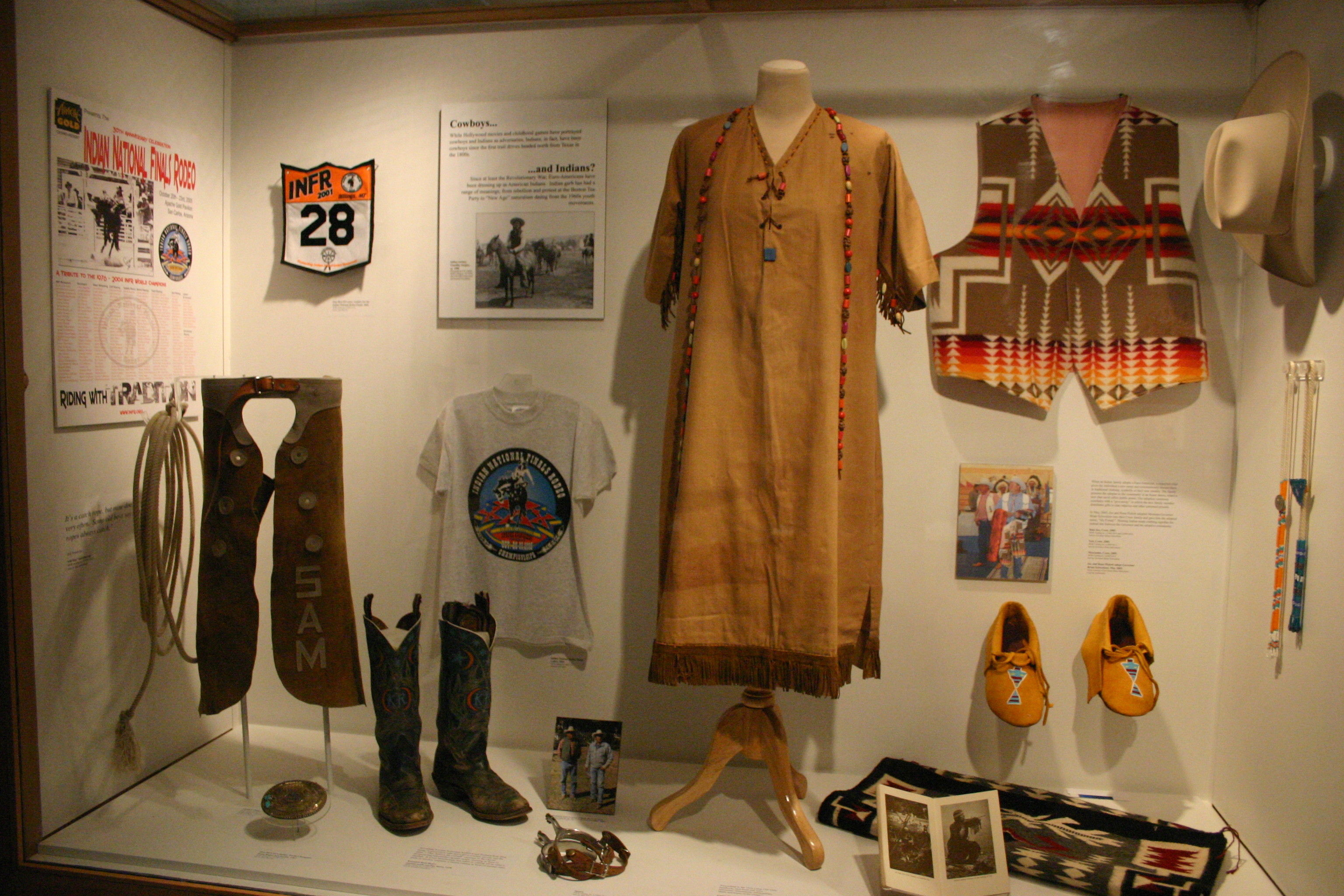
Museo de las Rocosas "indios y vaqueros" ("Cowboys&Indians").
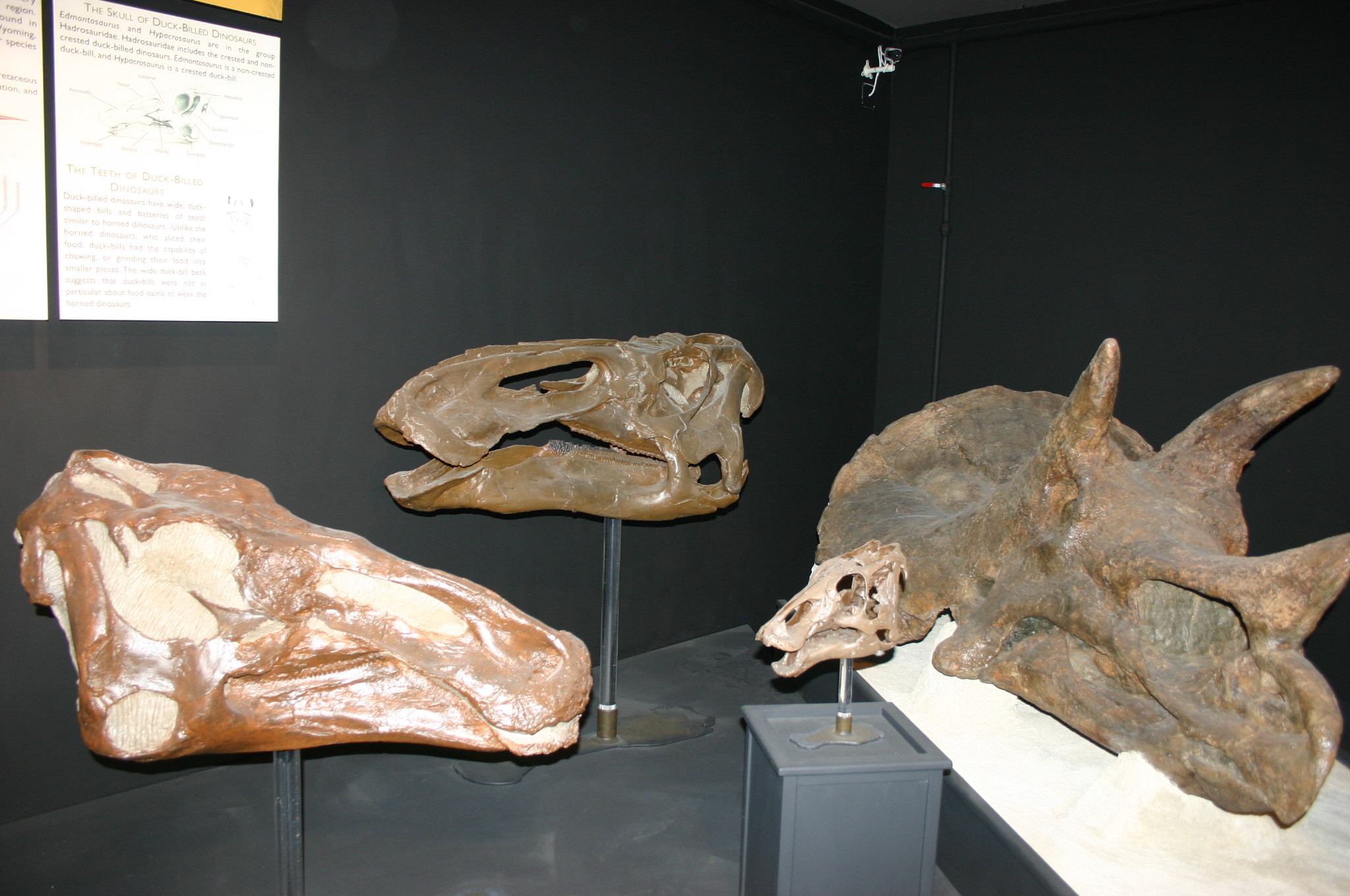
Cabezas fósiles de dinosaurios cabeza de pato y un Ceratópsido.
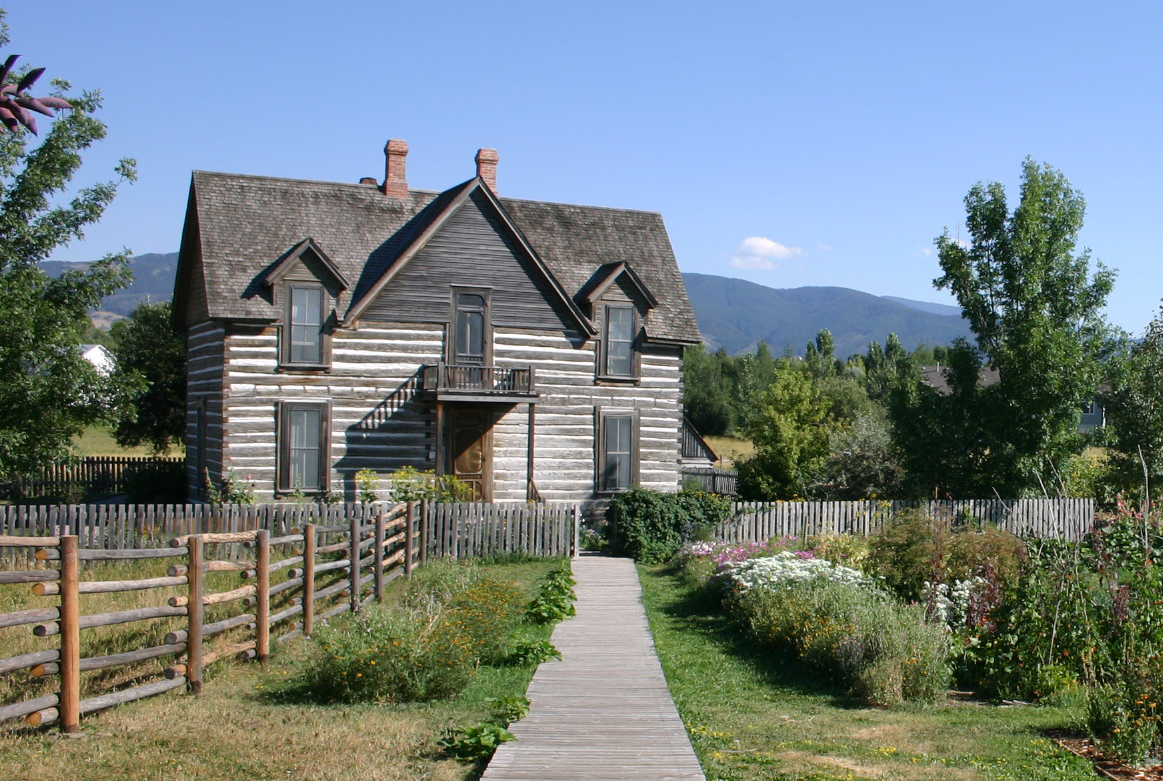
Tinsley House, trasladada en 1989 desde su emplazamiento original al actual junto al museo.